# Kleština (stavebnictví)
Ve stavebnictví se výraz kleština používá pro vodorovné prvky zachycující síly, které by mohly způsobit poškození (rozestoupení) konstrukce.
- krovy – spojuje krokve
- zdivo – spojuje zdivo tzv. zední kleština, dříve „trámová klešť“